# Barnett Bank Classic 1973
Barnett Bank Classic 1973 — жіночий тенісний турнір, що проходив на відкритих кортах з твердим покриттям Miami Jockey Club у Маямі (США) в рамках Світової чемпіонської серії Вірджинії Слімс 1973. Турнір відбувся вдруге і тривав з 6 до 11 лютого 1973 року. Друга сіяна Маргарет Корт здобула титул в одиночному розряді й отримала за це 7 тис. доларів США. 

## Фінальна частина

### Одиночний розряд
Маргарет Корт —  Керрі Мелвілл 4–6, 6–1, 7–5

### Парний розряд
Франсуаза Дюрр /  Бетті Стов —  Розмарі Казалс /  Біллі Джин Кінг 4–6, 6–2, 6–3